# Parigi-Camembert 2020
La Parigi-Camembert 2020, ottantunesima edizione della corsa, valevole come evento dell'UCI Europe Tour 2020 e come sesta prova della Coppa di Francia categoria 1.1, inizialmente prevista il 14 aprile, la corsa venne posticipata a causa della pandemia di COVID-19 e si svolse il 22 settembre 2020, su un percorso di 194,5 km, con partenza da Pont-Audemer e arrivo a Livarot, in Francia. La vittoria fu appannaggio del francese Dorian Godon, il quale completò il percorso in 4h23'41", alla media di 44,258 km/h, precedendo l'olandese Maurits Lammertink ed il connazionale Nacer Bouhanni.
Sul traguardo di Livarot 89 ciclisti, su 116 partiti da Pont-Audemer, portarono a termine la competizione.

## Squadre e corridori partecipanti
| N.    | Cod. | Squadra                     |
| ----- | ---- | --------------------------- |
| 1-7   | ALM  | AG2R La Mondiale            |
| 11-17 | GFC  | Groupama-FDJ                |
| 21-27 | NDP  | Nippo Delko Provence        |
| 31-37 | TDE  | Total Direct Énergie        |
| 41-47 | WVA  | Bingoal-Wallonie Bruxelles  |
| 51-57 | ANS  | Androni Giocattoli-Sidermec |
| 61-67 | CWG  | Circus-Wanty Gobert         |
| 71-77 | BVC  | B&B Hotels-Vital Concept    |
| 81-87 | AUB  | St Michel-Auber 93          |

| N.      | Cod. | Squadra                     |
| ------- | ---- | --------------------------- |
| 91-97   | NRL  | Natura4Ever-Roubaix         |
| 101-107 | UXT  | Uno-X Pro Cycling Team      |
| 111-117 | RIW  | Riwal Readynez Cycling Team |
| 121-127 | COF  | Cofidis                     |
| 131-137 | RLY  | Rally Cycling               |
| 141-147 | TNN  | Team Novo Nordisk           |
| 151-157 | GAZ  | Gazprom-RusVelo             |
| 161-167 | PCB  | Team Arkéa-Samsic           |

## Ordine d'arrivo (Top 10)
| Pos. | Corridore          | Squadra    | Tempo    |
| ---- | ------------------ | ---------- | -------- |
| 1    | Dorian Godon       | AG2R       | 4h23'41" |
| 2    | Maurits Lammertink | Circus     | s.t.     |
| 3    | Nacer Bouhanni     | Arkéa      | a 8"     |
| 4    | Andrea Vendrame    | AG2R       | s.t.     |
| 5    | Eduard Grosu       | Nippo      | s.t.     |
| 6    | Luca Mozzato       | B&B Hotels | s.t.     |
| 7    | V. Kuznetsov       | Gazprom    | s.t.     |
| 8    | Anthony Maldonado  | Auber 93   | s.t.     |
| 9    | Axel Zingle        | Nippo      | s.t.     |
| 10   | Tom Wirtgen        | Bingoal    | s.t.     |